# Fulneck (escuela)
La escuela Fulneck es una escuela privada e internado situada en el Asentamiento Moraviano de Fulneck en Pudsey, Leeds, Inglaterra. Proporciona educación para niños con edades comprendidas entre los 3 y los 18 años.

## Historia
En 1753 y 1755, The Boys and Girls Schools fueron abiertas por la iglesia de los Moravianos. En 1994 las dos escuelas se unieron en una. Actualmente las Casas comunitarias de los Hermanos y Hermanas son también parte de la escuela.

## Alumnos famosos
- H. H. Asquith, primer ministro del Reino unido de 1908 a 1916
- Diana Rigg, actriz participante en la serie Los vengadores
- James Montgomery, Poeta
- William Booth, jugador de cricket del equipo de Yorkshire y de la selección de cricket Inglesa